# São Luís do Paraitinga
São Luís do Paraitinga este un oraș în São Paulo (SP), Brazilia.